# 希維納河
53°55′21″N 14°16′52″E / 53.92250°N 14.28111°E

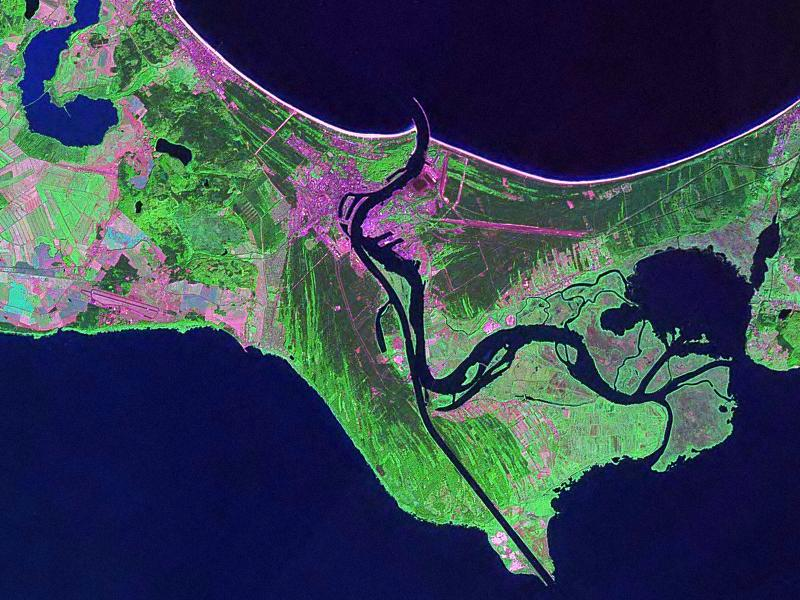
衛星圖

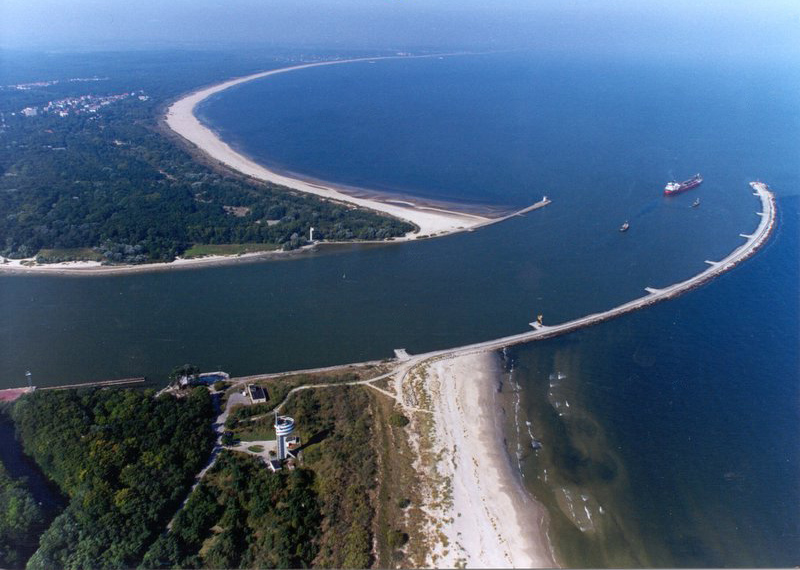
河口

希維納河（波蘭語：Świna，德語：Swine）是中歐的河流，流經波蘭和德國，河道全長16公里，最終注入波羅的海，分隔烏瑟多姆島和沃林島，河畔城鎮有希維諾烏伊希切。